# مارسدن فاغنر
مارسدن فاغنر (بالإنجليزية: Marsden Wagner)‏ هو طبيب أمريكي، ولد في 23 فبراير 1930 في سان فرانسيسكو في الولايات المتحدة، وتوفي في 27 أبريل 2014.